# Бонелли, Франко Андреа
Франко Андреа Бонелли (итал. Franco Andrea Bonelli; 10 ноября 1784 года — 18 ноября 1830 года) — итальянский энтомолог, орнитолог, коллекционер, профессор.

## Биография
Франко Андреа Бонелли родился в Кунео, Пьемонт, Италия. Очень мало известно о ранних годах жизни Бонелли, кроме того, что уже в детстве он интересовался фауной окружающего его мира, совершал экскурсии для наблюдений и сбора коллекций.
В 1807 году он стал членом Аграрного общества Турина (Reale Società Agraria di Torino), когда представил свои первые исследования жуков (Coleoptera) провинции Пьемонт.
В 1811 году Бонелли стал профессором зоологии в Университете Турина и хранителем зоологических коллекций естественноисторического музея. В этот период он создал крупнейшую в Европе орнитологическую коллекцию.
В 1811 году он издал «Каталог птиц Пьемонта» (Catalogue of the Birds of Piedmont), в котором описал 262 вида пернатых этого региона. В 1815 году Бонелли открыл новый вид птиц — светлобрюхую пеночку (Phylloscopus bonelli), описанную французским орнитологом Луи Жан Пьером Вьейо (1748—1831) в 1819 году и названную в честь Бонелли его именем. В том же году он открыл вид орлов — ястребиного орла (Hieraaetus fasciatus, ныне Aquila fasciata), который был описан Вьейо в 1822 году и до сих пор называется в англоязычной литературе как орёл Бонелли (Bonelli’s Eagle).
Франко Андреа Бонелли умер 18 ноября 1830 года в городе Турине.

## Новые таксоны
Бонелли более известен как автор многих таксонов жужелиц (Carabidae). Многие описанные им рода жуков (Coleoptera) позднее получили статус семейств, подсемейств и триб.
- Omophroninae Bonelli, 1810;  Pseudomorphinae Bonelli, 1810;  Brachininae Bonelli, 1810;  Trechinae Bonelli, 1810;  Harpalinae Bonelli, 1810;  Siagoninae ;  Pterostichinae Bonelli, 1810,  Scaritinae Bonelli, 1810 — подсемейства
- Dromiidae Bonelli, 1810 — семейство
- Pterostichini Bonelli, 1810 — триба

## Труды
- Catalogue des Oiseaux du Piemont (1811).
- Observations Entomologique. Première partie. Mém. Acad. Sci. Turin 18: 21-78, Tabula Synoptica (1810).
- Observations entomologiques. Deuxieme partie. Mém. Acad. Sci. Turin 20: 433—484 (1813)

Последние две фундаментальные работы по энтомологии содержали описания многих новых родов и видов жуков.